# Family Circle Cup 2012
La Family Circle Cup 2012 è stato un torneo femminile di tennis giocato sulla terra verde. È stata la 40ª edizione del torneo che fa parte della categoria Premier nell'ambito del WTA Tour 2012. Si è giocato nel Family Circle Tennis Center di Charleston negli Stati Uniti dal 2 all'8 aprile 2012.

## Partecipanti WTA

### Teste di serie
| Nazionalità | Giocatrice               | Ranking* | Testa di serie |
| ----------- | ------------------------ | -------- | -------------- |
| Polonia     | Agnieszka Radwańska      | 4        | 1              |
| Australia   | Samantha Stosur          | 5        | 2              |
| Francia     | Marion Bartoli           | 7        | 3              |
| Russia      | Vera Zvonarëva           | 9        | 4              |
| Stati Uniti | Serena Williams          | 11       | 5              |
| Germania    | Sabine Lisicki           | 13       | 6              |
| Serbia      | Jelena Janković          | 15       | 7              |
| Russia      | Anastasija Pavljučenkova | 21       | 8              |
| Rep. Ceca   | Lucie Šafářová           | 25       | 9              |
| Spagna      | Anabel Medina Garrigues  | 27       | 10             |
| Stati Uniti | Christina McHale         | 32       | 11             |
| Belgio      | Yanina Wickmayer         | 33       | 12             |
| Russia      | Nadia Petrova            | 35       | 13             |
| Slovenia    | Polona Hercog            | 38       | 14             |
| Sudafrica   | Chanelle Scheepers       | 42       | 15             |
| Australia   | Jarmila Gajdošová        | 45       | 16             |

* Ranking del 19 marzo 2012.

### Altre partecipanti
Le seguenti giocatrici hanno ricevuto una wild-card per il tabellone principale:
- Irina Falconi
- Jamie Hampton
- Anastasija Pavljučenkova
- Venus Williams

Le seguenti giocatrici sono entrate nel tabellone principale passando dalle qualificazioni:

- Iveta Benešová
- Mariana Duque Mariño
- Jill Craybas
- Akgul Amanmuradova
- Paula Ormaechea
- Mirjana Lučić
- Karolína Plíšková
- Melinda Czink
- Stefanie Vögele
- Jaroslava Švedova
- Melanie Oudin
- Camila Giorgi

## Campionesse

### Singolare
Serena Williams ha battuto in finale  Lucie Šafářová con il punteggio di 6-0, 6-1.

### Doppio
Anastasija Pavljučenkova /  Lucie Šafářová hanno sconfitto in finale  Anabel Medina Garrigues /  Jaroslava Švedova per 5-7, 6-4, [10-6].